# آلساندرو کوریا
آلساندرو کوریا (به پرتغالی: Alessandro Correa) هافبک اهل برزیل است که در شهر Aimoré و در تاریخ ۵ ژوئیهٔ ۱۹۸۰ به دنیا آمده‌است.
آلساندرو کوریا در تیم‌های فوتبال Nacional سابقهٔ حضور دارد.